# Cnidus ndelelensis
Cnidus ndelelensis är en insektsart som beskrevs av Synave 1962. Cnidus ndelelensis ingår i släktet Cnidus och familjen vedstritar. Inga underarter finns listade i Catalogue of Life.